# Lepidodexia currani
Lepidodexia currani är en tvåvingeart som beskrevs av Guilherme A.M.Lopes 1951. Lepidodexia currani ingår i släktet Lepidodexia och familjen köttflugor.
Artens utbredningsområde är Ecuador. Inga underarter finns listade i Catalogue of Life.